# Myospila nudisterna
Myospila nudisterna är en tvåvingeart som först beskrevs av Adrian C. Pont 1968.  Myospila nudisterna ingår i släktet Myospila och familjen husflugor. Inga underarter finns listade i Catalogue of Life.